# یاچو (برزیل)
یاچو (به پرتغالی: Iaçu) یک منطقهٔ مسکونی در برزیل است که در باهیا واقع شده‌است. یاچو ۲۴٬۱۲۱ نفر جمعیت دارد.